# Walter de Silva
Walter de Silva (Lecco, 27 febbraio 1951) è un designer italiano attivo nella progettazione di automobili.

## Biografia
(Walter de Silva)

### Gruppo FIAT

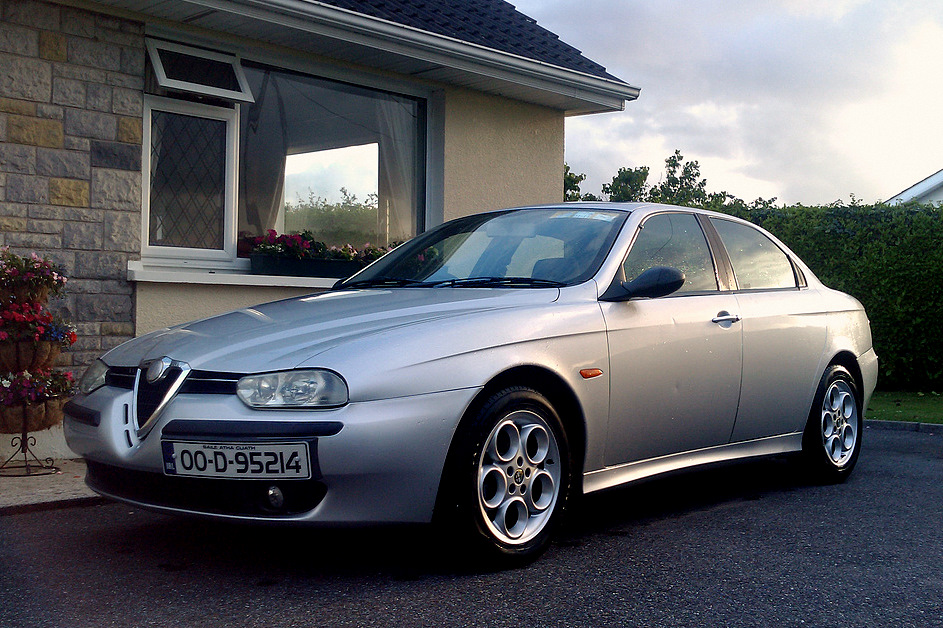
L'Alfa Romeo 156 del 1997

Inizia la sua carriera professionale nel 1972, presso il Centro Stile Fiat di Torino dove, un paio d'anni dopo, si cimenta nella sua prima opera importante, tracciando la linea del "progetto 138", ovvero la futura Fiat Ritmo. Nel 1975 passa allo studio Rodolfo Bonetto a Milano, occupandosi prevalentemente di progetti di design nell'ambito dell'arredamento di interni. Dal 1979 al 1986 de Silva si ritrasferisce in Piemonte, in I.De.A Institute, ma il suo vero debutto nel campo delle grandi case automobilistiche è del 1986, quando dietro segnalazione di Rudolf Hruska viene assunto al Centro Stile Alfa Romeo, pochi mesi prima che la casa milanese venga ceduta al gruppo Fiat.
In Alfa Romeo si fa portatore di una decisa innovazione nell'ambito del design esterno dell'autoveicolo: la sua attenzione ricade soprattutto sul frontale e in particolare sul classico trilobo, storico stilema della casa di Arese, che «dopo anni di oblio, ritornava protagonista». Qui mette a punto la progettazione di vari modelli, tra cui la 155, la 145, la 146, la GTV e la Spider del 1995, fino alle auto che l'hanno portato alla ribalta internazionale, ovvero la 156 e la 147, entrambe premiate quali Auto dell'anno rispettivamente nel 1998 e nel 2001 e che ottengono molti riconoscimenti per il loro design innovativo, dando origine al nuovo corso stilistico della casa italiana nel XXI secolo.

### Gruppo Volkswagen
Nel 1999 lascia il gruppo Fiat per dissidi con l'amministratore delegato Paolo Cantarella. Approda quindi in Volkswagen Group, chiamato da Ferdinand Piëch. Si trasferisce così a Barcellona per occuparsi del marchio SEAT, ridisegnando le nuove Ibiza, Córdoba, León e Toledo, e realizzando l'Altea.

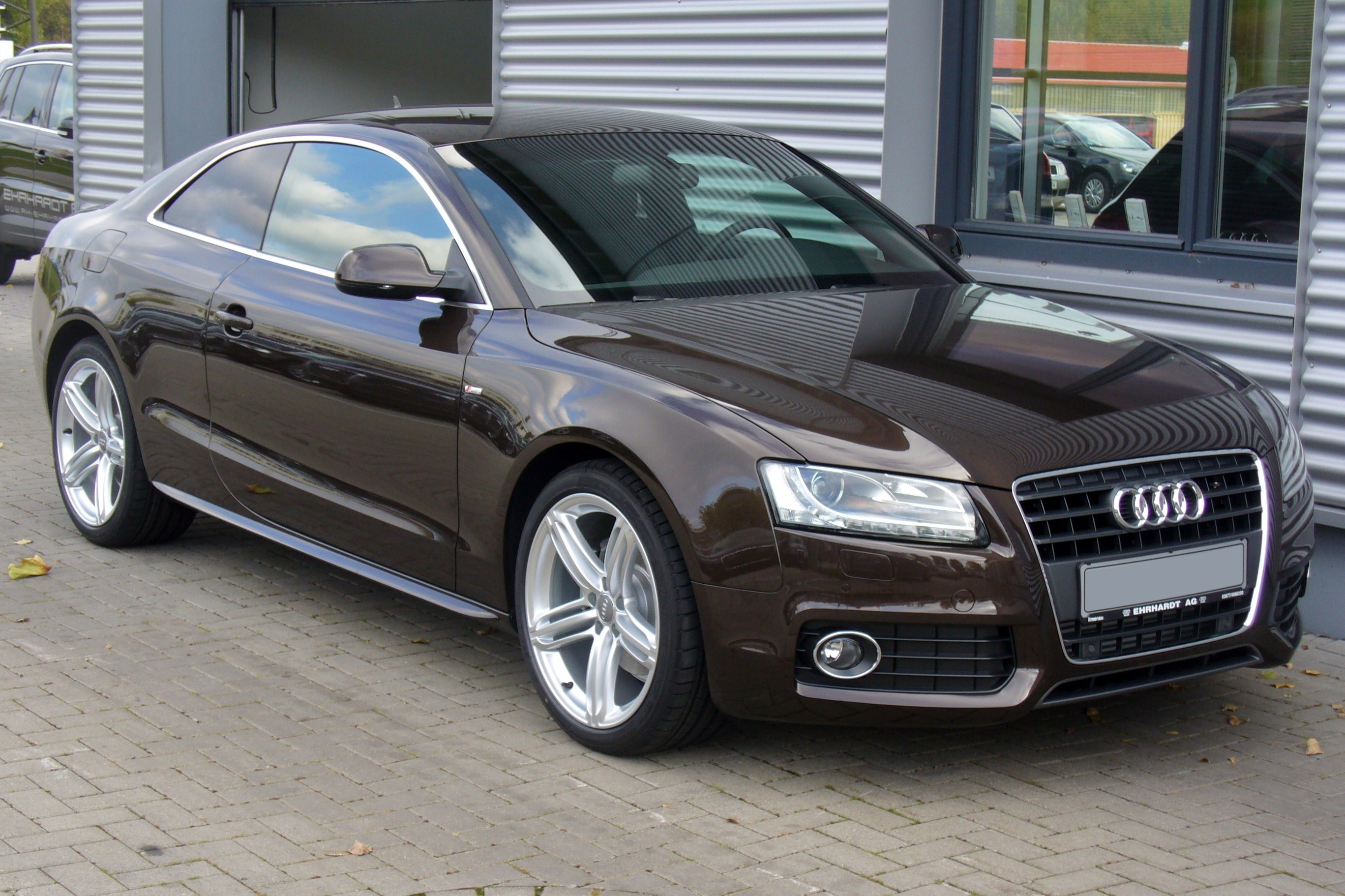
L'Audi A5 Coupé del 2010

Nel 2002 viene chiamato in Germania e nominato capo designer della holding Audi, occupandosi direttamente dello stile della casa di Ingolstadt, ma rimanendo responsabile di SEAT e assumendo inoltre la stessa carica in Lamborghini, per cui crea subito un proprio centro stile affidandolo a Luc Donckerwolke. Nello stesso anno, disegnando la nuova A6, de Silva rivoluziona la mascherina frontale Audi con l'introduzione del single frame o monoframe, «cioè una calandra unica, alta e massiccia»: una soluzione stilistica originale, ispirata alle Auto Union Type C guidate da Hans Stuck negli anni 30 del XX secolo, applicata poi con successo come family-feeling a tutte le vetture della casa.
Sempre nel 2002 inaugura a Barcellona, al padiglione di "Mies van der Rohe", la mostra Autoemoción, dove presenta una serie di oggetti di uso quotidiano realizzati in unico esemplare, che svelano per la prima volta un aspetto molto intimo del carattere e delle passioni del designer italiano.
Nel 2005, col trasferimento di Donckerwolke alla SEAT (dove sostituisce proprio de Silva come capo designer), il designer italiano va a curare direttamente anche lo stile di Lamborghini; la prima vettura disegnata per la casa di Sant'Agata Bolognese è la Miura Concept.

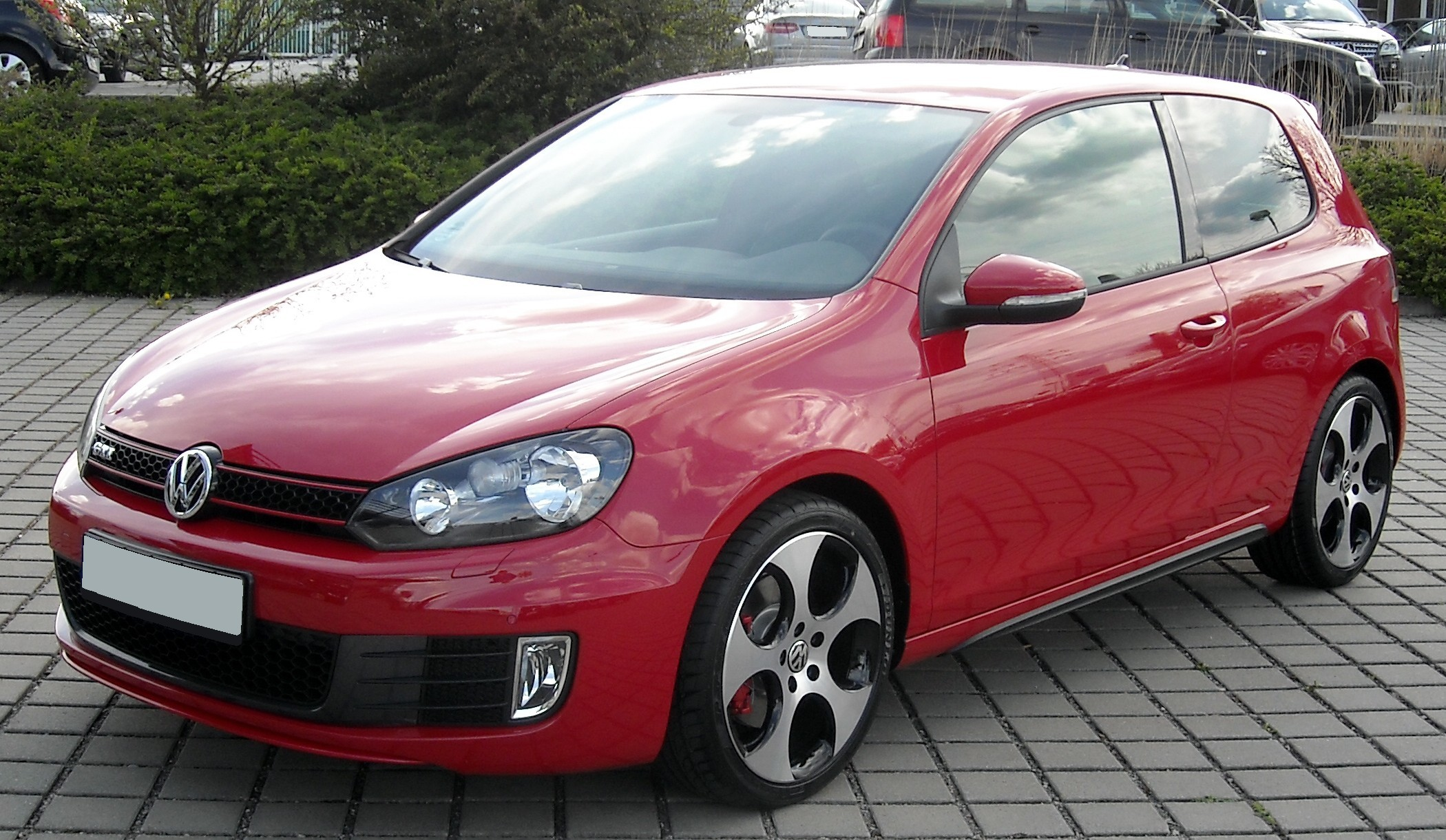
La Volkswagen Golf VI del 2009

Dal gennaio del 2007 diventa capo del Centro Stile Volkswagen Group, supervisionando lo stile di tutti i sette marchi del gruppo (Audi, SEAT, Lamborghini, Škoda, Bentley, Bugatti e Volkswagen, cui si aggiunge nel 2010 anche Porsche). Nello stesso anno disegna quella che è da lui ritenuta la sua miglior realizzazione, l'Audi A5, con cui vince il Design Award 2010, il più importante premio del settore in Germania. Tra il 2008 e il 2011 reinventa invece due icone Volkswagen, ovvero la Golf, disegnata con Flavio Manzoni e Klaus Bischoff, e la Beetle, quest'ultima creata sempre assieme a Bischoff. Intanto nel 2009 segue la supervisione della nuova Polo (eletta Auto dell'anno 2010), e nel 2011, ancora insieme a Bischoff, disegna la sua prima city car, la up!
Sempre nel 2011 l'Associazione per il Disegno Industriale gli consegna il prestigioso Premio Compasso d'oro alla carriera. Nonostante avesse preso da pochi mesi le redini dell'Italdesign Giugiaro, nel novembre del 2015 de Silva lascia il Gruppo Volkswagen.

### BAIC Group
Nel 2017 de Silva viene assunto in BAIC Group con l'incarico di creare il linguaggio stilistico di ArcFox, marchio del gruppo riservato alla mobilità elettrica.

## Modelli disegnati

### Automobili
Alfa Romeo:
- Alfa Romeo 146 (1995)
- Alfa Romeo 156 (1997)
- Alfa Romeo 166 (1998)
- Alfa Romeo 147 (2000)

SEAT:
- SEAT Salsa & Salsa Emoción (2000)
- SEAT Tango roadster/spyder/coupé/Racer (2001)
- SEAT Ibiza (2002)
- Seat Cordoba (2002)
- Seat Altea Prototipo (2003)
- Seat Altea (2004)
- SEAT Toledo (2004)
- SEAT Leon (2005)

Audi:
- Audi A6 C6 III serie (2004)
- Audi Q7 (2005)
- Audi R8 (2006)
- Audi TT (2006)
- Audi A5 (2007)
- Audi A3 (8P/8PA) (2003)

Lamborghini:
- Lamborghini Miura Concept (2006)
- Lamborghini Egoista (2013)

Volkswagen:
- Volkswagen CC (2008)
- Volkswagen Golf VI (2008)
- Volkswagen Scirocco (2008)
- Volkswagen Polo (2009)
- Volkswagen Amarok (2010)
- Volkswagen Jetta (2010)
- Volkswagen Passat (2010)
- Volkswagen Sharan (2010)
- Volkswagen Touareg (2010)
- Volkswagen Maggiolino (2011)
- Volkswagen up! (2011)
- Volkswagen Golf VII (2012)
- Volkswagen Touran (2015)

### Fotocamere
Leica:
- Leica M9 Titanium[34]

## Riconoscimenti
- Premio Compasso d'oro 2011